# Легенда о смерти Пола Маккартни

Обложка номера журнала, посвящённого слухам о смерти Пола Маккартни

Леге́нда о сме́рти По́ла Макка́ртни, известная также как «Пол мёртв» (англ. Paul is dead) — городская легенда и теория заговора, согласно которой бас-гитарист и вокалист группы The Beatles Пол Маккартни погиб в 1966 году в автокатастрофе и был заменён двойником, а в песнях и на обложках альбомов The Beatles содержатся многочисленные скрытые намёки на это событие.
В сентябре 1969 года несколько студентов одного из американских колледжей опубликовали ряд статей, где утверждали, что ключи к подобной теории могут быть найдены в творчестве The Beatles. Это вызвало волну поисков якобы скрытой информации в текстах, музыке и художественном оформлении работ группы. Волна слухов спала после публикации Полом Маккартни опровержения в журнал Life в ноябре 1969 года.
Спустя полвека «Легенда о смерти Пола» остаётся самой странной и самой известной из всех музыкальных теорий заговора, «подлинной народной байкой эпохи массовых коммуникаций». В современной поп-культуре и массмедиа до сих пор можно встретить отсылки к этой легенде. Так, в 2015 году ряд СМИ опубликовал сообщение об интервью Ринго Старра, где тот якобы подтвердил истинность легенды. В действительности ни этого интервью, ни издания, «опубликовавшего» его, не существовало. По словам Роба Шеффилда из Rolling Stone, легенда повлияла на появление других конспирологических теорий: о том, что «Тупак жив», «Стиви Уандер может видеть» и существует «12 различных Аврил Лавин», «каждый раз, когда Тейлор Свифт предлагает посчитать пальмы в её видео, она обращается к наследию легенды».

## Предыстория
«Кто-то из офиса позвонил мне и сказал: „Послушай, Пол, ты мёртв“. На что я ответил: „Да? Я с этим не согласен!“».
Предысторией лондонской версии мифа стал инцидент, произошедший 26 декабря 1965 года, когда Маккартни попал в ДТП на мопеде и сломал зуб. Чтобы спрятать шрам на верхней губе, музыкант отрастил усы; таким образом возникла теория, что это мог быть его двойник. 7 января 1967 года автомобиль Маккартни попал в аварию на магистрали М1 под Лондоном. Музыкант в компании Мика Джаггера, Брайана Джонса, Кита Ричардса, владельца лондонской художественной галереи Роберта Фрейзера и торговца антиквариатом Кристофера Гиббса решил отправиться в дом Мика в Хартфордшире, а затем в особняк Кита в Сассексе. Маккартни поехал вместе с Джаггером на его машине, за руль автомобиля Пола сел Мохаммед Хаджи, ассистент Фрейзера. Он и разбил машину, попав в больницу. Mini Cooper музыканта был хорошо узнаваем, поэтому сразу поползли слухи. Однако их официально опроверг журнал The Beatles Book. Несмотря на все отрицания, легенда о гибели Пола зажила собственной жизнью, а официальные опровержения лишь ещё больше убеждали фанатов в её правдивости. Подобные слухи возникали и раньше. В 1961 году, после ухода из группы Стюарта Сатклиффа, читатель газеты Mersey Beat отправил письмо в редакцию, интересуясь, не погиб ли один из битлов в автокатастрофе.
Помимо Лондона, теория о смерти Пола Маккартни приобрела особую популярность в американской студенческой среде, в частности среди жителей университетских городков. Импульсом стала статья в студенческой газете Университета Дрейка опубликованная 17 сентября 1969 года. Её автор, Тим Харпер, утверждал, что о смерти Маккартни ему рассказал приятель, который узнал эту новость в общежитии от соседа по имени Дартаньян Браун, а тот — от одного из музыкантов на Западном побережье. Впоследствии было установлено, что Харпер писал для развлечения. Спустя годы он вспоминал, что эта тема стала очень популярна среди студентов в начале учебного года: «Многие из нас из-за Вьетнама и так называемого истеблишмента были готовы, желали и могли верить практически в любой заговор». 23 сентября схожая статья была опубликована в студенческой газете The Northern Star (Университет Северного Иллинойса). По мнению автора, менеджеры боялись упустить прибыль и убедили остальных участников квартета скрыть трагедию, чтобы сохранить успех группы. В статье подчёркивалось, что ключи к разгадке тайны были скрыты в текстах группы. Музыканты якобы оставляли подсказки при помощи своей музыки из-за угрызений совести. Согласно отчётам пресс-службы The Beatles, после этих публикаций число вопросов о смерти Пола Маккартни выросло в десятки раз.
В конце сентября 1969 года находившиеся на грани распада The Beatles выпустили альбом Abbey Road. 10 октября пресс-атташе квартета Дерек Тейлор ответил на слух о смерти Маккартни: «Недавно мы получили поток запросов по поводу сообщений о смерти Пола. Конечно, мы получаем подобные вопросы в течение многих лет, но в последнее время они участились. Корреспонденция приходит и в офис, и домой буквально и днём и ночью. Мне даже звонят диск-жокеи и прочие неравнодушные из Соединённых Штатов». В течение этого периода Маккартни чувствовал себя чужим среди товарищей по группе из-за внутреннего раскола — их выбора бизнес-менеджером Аллена Кляйна (а не Ли Истмена, которого предлагал он). Также на его эмоциональном состоянии сказалось заявление Джона Леннона, что он намерен покинуть группу. В конце августа, в связи с рождением его дочери Мэри, Маккартни решил уединиться за городом, чтобы сосредоточиться на своей семейной жизни. 22 октября, в день, когда слухи о «мёртвом Поле» стали международной сенсацией, музыкант вместе со своей женой Линдой и двумя детьми отправился в Шотландию на свою ферму недалеко от Кэмпбелтауна.

## Подсказки

«Похоронная процессия» на обложке альбома Abbey Road

12 октября 1969 года на детройтскую радиостанцию WLNR-FM поступил звонок от слушателя по имени Том, который сообщил диджею Рассу Гиббу, что Пол Маккартни якобы погиб в автокатастрофе. В качестве доказательства он привёл отрывок из песни «Revolution 9» где голос повторял слова «Number nine», которые превращались в «Turn me on, dead man» при обратном воспроизведении. Слухи начали множиться. Один из фанатов утверждал, что в конце песни «Strawberry Fields Forever» Леннон произносит: «I buried Paul». Другой, слушая бормотания между композициями «I’m So Tired» и «Blackbird» «Белого альбома», смог разобрать: «Paul is dead, man, miss him, miss him». 14 октября на страницах The Michigan Daily было выпущено пародийное доказательство этих теорий, проиллюстрированное фотографией головы музыканта, отделённой от тела. В статье «Смерть Маккартни: обнаружены новые доказательства» (основанной на звонке) особое внимание уделялось обложке Abbey Road. Автор материала Фред Лабур ссылался на схожесть изображения идущих битлов с похоронной процессией: Джон в белом (священник), Ринго в чёрном (гробоносец), Джордж в джинсе́ (могильщик), босой Маккартни (мертвец) с сигаретой в правой руке, как принято у левшей, хотя на самом деле он не курил.
По словам журналиста Мерелла Нодена, «очень скоро в каждом студенческом кампусе и на каждой радиостанции был свой эксперт [по этой теме]». 19 октября WLNR-FM выпустили двухчасовую радиопрограмму The Beatles Plot. Это шоу называли «печально известным», «мошенничеством» и «мокьюментари», тем не менее оно принесло Гиббу огромную известность. Вскоре теория заговора была подхвачена более популярными нью-йоркскими радиостанциями WMCA и WABC. 21 октября диск-жокей WABC Роби Йонг обсуждал миф о смерти Пола более часа, прежде чем его передачу сняли с эфира за нарушение радиоформата. В ночное время сигнал радиостанции охватывал 38 штатов США, а также соседние страны. Хотя пресс-служба The Beatles опровергла слухи, нетипичное исчезновение Маккартни из общественной жизни лишь способствовало их распространению. Диджей Вин Скелса выразил мнение, что подобная реакция была свидетельством контркультурного влияния Боба Дилана, The Beatles и The Rolling Stones, поскольку «каждая их песня, начиная примерно с конца 1966 года, стала личным посланием, достойным бесконечного изучения… их записи были словно правила жизни».
Согласно слухам, к 1969 году появился двойник Пола, так как на обложке Abbey Road музыкант шагает босиком, у него закрыты глаза и он идёт не в ногу с остальными. У припаркованного слева автомобиля (Фольксваген «Жук») номер LMW 28IF — чья аббревиатура означает «Linda McCartney Weeps», а её продолжение 28IF («if» — «если бы») указывает на то, что если бы Маккартни не погиб, ему бы сейчас исполнилось 28 лет (должно было исполниться 27, однако адепты теории отсчитывали возраст с момента зачатия). Также утверждалось, что если провести прямую линию от шасси автомобиля, то она пройдёт через голову Пола, что указывает на гибель от травмы головы. На автокатастрофу также указывало красное пятно позади Ринго и Джона в австралийской версии альбома. Выдвигались версии, что в злополучную ночь музыкант подвозил поклонницу, и именно она изображена в синем платье на обороте конверта, либо бегущая с места аварии, либо зовущая на помощь.
Поклонники теории заговора нашли на обратной стороне обложки три точки, расположенные на стене. Левее надписи «The Beatles» есть ещё восемь. Если их соединить, получится цифра 3 — столько битлов осталось после смерти Пола. Находящиеся здесь же знаки «Beatles» и «Abbey Road» как бы разделены на «BE AT LES ABBEY RO AD». «R» и «O» — восемнадцатая и пятнадцатая буквы английского алфавита, в сумме эти числа образуют цифру 33, что нумерологически соответствует «СС». Исходя из этих данных, делался вывод, что музыкант похоронен в аббатстве Святой Сесилии на острове Уайт. Кроме того, если умножить тридцать три на два (количество букв), получалось число 66 — год, когда погиб Пол. Ещё один тайный знак можно было найти, если повернуть конверт альбома на 45 градусов против часовой стрелки — его тень принимала очертания черепа в чёрной мантии. Также указывалось на количество трёх человек в белом (слева) и лишь одного в чёрном (трое сопоставляются одному) на лицевой стороне обложки. Кроме того, подсказку на то, что в живых осталось только трое битлов, усмотрели в песне «Come Together» из этой же пластинки, где Джон Леннон поёт строчку: «One and one and one is three».

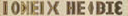
Одно из «доказательств» с обложки Sgt. Peppers, получаемое при помощи зеркала

Обложка альбома: над головой Пола занесена рука Исси Бонна

Подсказки о гибели Маккартни находили также в альбоме Sgt. Pepper’s Lonely Hearts Club Band, чьё изображение представляло собой похороны Маккартни — битлы стояли над его свежевырытой могилой. Одной из них было изображение комика Исси Бонна, который занёс руку над головой музыканта. Этот жест представлял собой символ смерти, как и то, что в руках у Пола находился инструмент чёрного цвета. Ещё одной подсказкой являлся Шива, бог разрушения, указывающий на покойника. На развороте обложки у Маккартни (единственного стоящего спиной) надета нарукавная повязка с буквами «OPD», в Канаде эта аббревиатура означает «Officially Pronounced Dead». Следующим ключом была строчка из песни «A Day in the Life», в которой фигурировала фраза «He blew his mind out in a car». Композиция «She’s Leaving Home» содержала день и время гибели — «Wednesday morning at 5 o’clock as the day begins», что подтверждал ещё один трек «Lady Madonna» — «Wednesday morning papers didn’t come». Отсылку к дате аварии можно было получить, приставив зеркало к барабану на обложке: вместо надписи «LONELY HEARTS» получалось «I ONE X IX HE DIE» т.е. «11 9 HE DIE». Разросшиеся слухи не обошли стороной и «Белый альбом»: вложенный в него бонусный постер включал фотографию Маккартни в ванне — глаза закрыты, а голова под водой, как будто отделённая от тела, — демонстрирующую, как тело музыканта могло выглядеть после катастрофы. Там же, в правом нижнем углу, была изображена маленькая фотография с танцующим Полом, позади него нечто размытое и непонятное. Скелет — пришли к выводу конспирологи. В одной из композиций лонгплея, «Glass Onion», Леннон поёт: «And here's another clue for yoa all — the Walrus was Paul». По мнению адептов теории заговора, Морж символизировал смерть в верованиях многих культур. Кроме того, указатель на гибель битла нашли в конце ещё одного из треков этой пластинки — хит-сингла «While My Guitar Gently Weeps», в котором Джордж Харрисон стонал: «Пол, Пол».
«Какой-то диджей заметил все эти «намёки»: и босые ноги Пола (это не трудно), и Фольксваген „Жук“. Потом, в „Magical Mystery Tour“ у всех у нас красные розы, а у Пола — чёрная. Всё это чепуха, но, если задаться какой-то целью, можно прийти к тому же выводу. И мы никак не могли доказать, что он жив».
«I Am the Walrus» представляла собой зашифрованный рассказ Леннона об автокатастрофе, случившейся, когда Маккартни уехал из студии Эбби-Роуд в тот «дурацкий вторник». В начале песни звучат две ноты, схожие с сиреной «скорой помощи». Джон повторяет «I’m crying» — это выражение скорби. Строчка «Pretty little policemen in a row» ссылается на полицейских, которые приехали к месту аварии, им заплатили за молчание. Фраза «Yellow matter custard dripping from a dead dog's eye» описывает раны, обезобразившие лицо Пола, а «I am he as you are he as you are me and we are all together» признание того, что остальные битлы вовлечены в заговор молчания. Фигурирующее в песне восклицание «googoo goosth» нашли на страницах книги Джеймса Джойса «Поминки по Финнегану»; его произносит Шалтай-Болтай перед фатальным падением со стены. В том же предложении говорится о «четырёх всадниках на апольконях». Трек завершается ещё одним намёком — отрывком из радиопостановки «Король Лир», со стоном Освальда «О безвременная смерть!» (Джон записал её на плёнку и ему понравилось, как она сочетается с песней). Теорию также «подтверждала» обложка альбома, в который вошла эта песня. Название перевёрнутого вверх ногами конверта образовывало телефонный номер, позвонив по которому, якобы можно было узнать детали о гибели битла. Кроме того, в одноимённом художественном фильме The Beatles исполняли песню «Your Mother Should Know» (с англ. — «Твоя мама должна знать»), у всех музыкантов в петлице была белая гвоздика, а у Пола — чёрная. Конспирологи также утверждали, что воспроизведённая в обратном направлении (со скоростью 78 оборотов в минуту) песня «Here Comes The Sun» содержит фразу «Woe is Paul» и намекали, что 84 процента всех гробов в Великобритании производятся из норвежского дерева совсем не случайно.

## Дальнейшие события
«Мне сказали: «„Послушай, что ты собираешься предпринять? В Америке разросся слух, что ты умер“. Я ответил — оставьте всё как есть. Вероятно, он будет лучшей рекламой, которую мы когда-либо имели, а мне не нужно будет ничего делать, кроме как оставаться в живых. Так что благодаря ему я и выжил».

Пол Маккартни с женой Линдой и дочерями Хэзер и Мэри на обложке ноябрьского номера журнала Life

Ажиотаж в поиске ключей к разгадке продолжался два месяца. Поклонники теории заговора утвердились во мнении, что Маккартни погиб в 5 утра 9 ноября 1966 года, выехав из студии Эбби-Роуд в «тот дурацкий вторник». На доказательство указывало отсутствие фотографий «целых восемнадцать дней», после чего музыкант внезапно объявился с новой растительностью на лице, скрывающей шрамы после пластической операции. Утверждалось, что Пол был заменён на двойника — актёра по имени Уильям Ширс Кэмпбелл, также известного как Билли Ширс, который победил на конкурсе двойников и сразу же бесследно пропал. Самозванец написал песни «Hey Jude» и «Blackbird», тем самым став первым претендентом на место Пола. Двойник был придуман Фредом Лабуром. По словам публициста, вначале он хотел назвать его Гленном Кэмпбеллом (с двумя буквами н), однако решил, что такое имя будет практически идентично известному кантри-певцу и никто не поверит в такую версию.
Озадаченный ситуацией Дерек Тейлор связался с отдыхающим на ферме Маккартни и спросил его, что делать. Так как всё внимание музыканта было приковано к шестинедельной дочери, ему было не до шумихи в СМИ. «Ничего. Оставь всё как есть», — ответил он. Тейлор продолжал отмахиваться от поступающих вопросов: «Они [фанаты] всегда пытались запустить подобную „утку“. Такое уже случалось раньше. Звонки прекратятся через несколько дней». В шутку заявив, что публика сама «вот уже три с половиной года мертва от плеч и выше» и использует «факсимильные копии мозгов». Однако фанаты продолжали осаждать звонками офис Apple. Не имея возможности показать поклонникам живого Пола, ассистент The Beatles Тони Брамвелл придумал план, как, наконец, пресечь слухи. Он позвонил диджею Ричи Йорку на радиостанцию CING-FM (Берлингтон), выдав себя за музыканта с помощью ливерпульского акцента: «Это Пол Маккартни. Как вы сами слышите, я жив-здоров».
Звонок зародил подозрение у других работников медиасферы, и они передали аудиозапись экспертам по распознаванию голоса. Сравнившие голоса профессор Оскар Тосси из Университета штата Мичиган и доктор Генри М. Траби из Университета Майами подтвердили, что они принадлежат разным людям. В итоге сторонники теории ещё сильнее поверили в свою правоту. 21 октября Тейлору, назвавшему слухи «кучей старого хлама», пришлось выпустить пресс-релиз: «Больше Пол ничего говорить не желает. Даже появись он на публике, это ничего бы не изменило. Те, кто хочет верить, что он погиб, так и будут в это верить. Никакой правдой их не убедишь». Пресс-центр The Beatles высказался ещё буквальнее: «Данная история циркулирует уже два года, и нам пишут самые разные психи. Тем не менее Пол до сих пор вполне себе с нами». Создатель обложки Sgt. Pepper’s Lonely Hearts Club Band Питер Блейк вспомнил, как однажды наткнулся на музыканта, и тот сказал ему: «Да, это правда. Я не настоящий Пол Маккартни. Ты же знаешь настоящего Пола, у него нет шрама на губе. Я на него здорово похож, но я — не он». «Само собой это и был Пол» — улыбался художник, «Он дурачил меня целых две минуты, а я верил ему все три».
Коллеги битла отнеслись к медийной шумихе со скепсисом. Джордж Харрисон пренебрежительно отзывался о возникшей конспирологической теории: «Слухи слишком глупы, чтобы их опровергать». 26 октября Леннон дозвонился в эфир радиостанции WLNR-FM, заявив диджею: «Ничего глупее я в жизни не слышал. Похоже на тот случай, когда парень раздул историю из моего высказывания о Христе. […] Ещё бы, всё что угодно можно проиграть задом наперёд и всякий раз слышать нечто новое, оно же [звучит] задом наперёд. […] Они говорят, что я был одет в белый религиозный костюм. Я имею в виду, Хамфри Богарт тоже носил белый религиозный костюм? У меня есть только хороший костюм в стиле Хамфри Богарта». В другой раз музыкант заметил: «Это полная чепуха. Пол Маккартни не мог умереть так, чтобы об этом не узнал весь мир. Точно так же, как он не мог жениться так, чтобы об этом не узнал весь мир. Это невозможно — он не может отправиться в отпуск так, чтобы об этом не узнал весь мир. Это просто безумие. Но эти [слухи] стали отличной рекламой для альбома „Abbey Road“». В свою очередь Ринго Старр лишь отмалчивался на назойливые вопросы прессы: «Я ничего говорить не собираюсь. Мне всё равно никогда не верят». 
«Чепуха. Всё это высосано из пальца. Мы бы ничего такого не делали. Мы вставили „tit-tit-tit“ в „Girl“ или такие вещи, как пропущенный такт и тому подобное, — чтобы посмотреть, заметит кто-нибудь или нет. Да, мы кое-что делали, но тут не нужно никаких интерпретаций».
24 октября Пол Маккартни был вынужден организовать интервью у себя на ферме. В беседе с корреспондентом BBC Крисом Дрейком музыкант сказал: «Если вы пришли к выводу, что я мёртв, то вы ошибаетесь. Потому что я жив и живу в Шотландии». Маккартни выдвинул предположение, что слухи появились после того, как он решил вести менее публичный образ жизни, став мужем и отцом. И начал давать лишь редкие интервью, чтобы мелькать в заголовках. Его жена Линда отметила, что спекуляции журналистов испортили им отпуск, добавив: «Все знают, что он жив». Часть интервью транслировалась по BBC Radio 4 26 октября, а затем на радиостанции WMCA в США. По словам писателя Джона Винна, Маккартни пошёл на этот разговор «в надежде, что люди, услышавшие его голос, прозреют», однако всё было тщетно.

В ночь на Хэллоуин радиостанция WKBW транслировала программу под названием «Пол Маккартни жив и здоров — возможно», в которой анализировались тексты песен The Beatles. Диджеи пришли к выводу, что мистификация была сфабрикована Ленноном. Дабы положить конец слухам, редакция Life снарядила в Шотландию команду из репортёра и фотографа, поручив им найти музыканта. Преодолев около четырёх миль по болотистой местности, они нарвались на собаку Маккартни — бобтейла Марту. Выбежавший из дома на лай животного хозяин поспешил прогнать «незваных гостей», вдогонку окатив их помоями из ведра. Однако, заметив, что фотограф успел сделать снимок инцидента, догнал корреспондентов и предложил им интервью и фото взамен компрометирующего кадра, который мог навредить его репутации. Итогом разговора стала статья, выпущенная в ноябрьском номере журнала под заголовком «В погоне за „пропавшим“ битлом: Пол всё ещё с нами» и с фотографией семейства Маккартни на обложке. В ней музыкант перефразировал знаменитую фразу Марка Твена «Слухи о моей кончине сильно преувеличены», сказав: «Я жив и здоров, слухи о моей смерти меня беспокоят, но будь я мёртв, я бы узнал о них последним». Помимо этого, он следующим образом прокомментировал фанатские теории: 
Да глупости всё это. Повязку „OPD“ я привёз из Канады. Это полицейская нарукавная повязка, и надпись на ней означает  „Ontario Police Department“ […]. Чёрный цветок у меня в петлице, потому что красные тогда закончились. На развороте „Magical Mystery Tour“ в чёрном не я, а Джон. На фото к „Abbey Road“ мы все в своей обычной одежде. Босиком я шёл, потому что в тот день было жарко. А „фольксваген“ просто стоял там, припаркованный…

## Последствия
В ноябре 1969 года менеджеры компании Capitol Records сообщили о значительном росте спроса на альбомы из каталога The Beatles, напрямую связав это со слухами о смерти Пола Маккартни. Рокко Катена, вице-президент Capitol по национальному мерчандайзингу, подсчитал, что «этот месяц стал самым кассовым с точки зрения продаж The Beatles [в истории]». Фанатская легенда пошла на пользу коммерческим показателям Abbey Road в США — его тираж значительно превзошёл все предыдущие альбомы группы. На фоне этих событий в чарт Billboard Top LP вернулись пластинки Sgt. Pepper и Magical Mystery Tour (которые выбыли оттуда ещё в феврале), заняв 101-е и 109-е места соответственно.
30 ноября на канале WOR в Нью-Йорке транслировался специальный телевизионный выпуск, посвящённый «Мёртвому Полу». Ведущим шоу, получившего название «Пол Маккартни: Полная история, рассказанная в первый и последний раз», был известный адвокат Эф Ли Бейли. Передача проходила в виде шуточного судебного процесса — Бейли вёл перекрёстный допрос приглашённых экспертов, включая друга Маккартни Питера Эшера и менеджера группы Аллена Клейна. Когда последнего спросили, почему Леннон произносит фразу: «Я похоронил Пола», он заявил: «В этом конкретном дубле его гитара похоронила звук Маккартни». Со стороны обвинения среди прочих выступал Фред Лабур, который перед началом съёмок признался Бейли, что его статья была шуткой. «Что ж, — вздохнул и ответил тот, — у нас впереди час эфира, так что придётся вам и дальше шутить». В конце Бейли обратился к зрителям с просьбой самим сделать выводы.
Маккартни вернулся в Лондон в декабре. Воодушевлённый поддержкой Линды, он приступил к работе над своим дебютным сольным альбомом McCartney. Запись проходила в доме музыканта (район Сент-Джонс-Вуд) без ведома его товарищей по группе, релиз последовал в апреле. По словам писателя Николаса Шэффнера, он был «одним из самых тщательно скрываемых секретов в истории рок-музыки» и привёл к объявлению о распаде The Beatles. В песне 1971 года «How Do You Sleep?», критиковавшей Маккартни, Леннон назвал сторонников теории заговора «фриками», которые «были правы, когда говорили, что ты мёртв», а объявление Пола об уходе из группы — расчётливой уловкой для рекламы его предстоящего альбома. «Легенда о смерти Пола» также стала ключевым элементом в мистификации вокруг рок-группы Klaatu после того, как в январе 1977 года появились слухи о том, что на самом деле под этой вывеской скрывались The Beatles. Согласно теории, дебютный альбом коллектива 3:47 EST (также известный как Klaatu) был записан не в 1977 году, а в 1966-м — после чего затерялся до 1975-го. В конце концов, бывшие битлы решили выпустить его в память о Маккартни.
Позднее Лабур стал известен как басист вестерн-свинг-группы Riders in the Sky, которую основал в 1977 году. В одном из интервью он пошутил, что музыкальная карьера продлила его пятнадцать минут славы, связанные с историей о Поле, до «семнадцати минут». В 2015 году он поведал корреспонденту газеты The Detroit News, что с ним по-прежнему периодически связываются сторонники теории заговора, чтобы рассказать про новые доказательства смерти Маккартни.

## Наследие
По мнению писателя Питера Доггетта, хотя «Легенда о смерти Пола» не поддаётся логике, её популярность была вполне объяснима в текущих реалиях, когда простые обыватели столкнулись с теориями заговора. К примеру, версией о том, что убийство президента Джона Ф. Кеннеди в 1963 году на самом деле было государственным переворотом. В свою очередь, Николас Шэффнер отмечал, что, учитывая почву происхождения мифа как предмета сплетен и интриг, созданных избранной группой фанатов в «культе Битлз», легенда о смерти Пола стала «настоящей народной байкой эпохи массовых коммуникаций». Он также назвал её «самой грандиозной мистификацией со времён „радиопостановки Войны миров“ Орсона Уэллса, которая убедила тысячи паникующих жителей Нью-Джерси в том, что марсианские захватчики были поблизости». В своей книге «Революция в голове» Иэн Макдональд подчёркивал, что частичная ответственность за появление мифа лежала на самих The Beatles, имевших привычку включать «случайные фразы и звуковые эффекты», что особенно показательно в композиции «Glass Onion» из «Белого альбома», в которой Леннон сам предложил поискать подсказки, сославшись на другие песни квартета. Макдональд также связывает популярность конспирологической теории с «психическими эпидемиями», которые были вызваны употреблением рок-аудиторией галлюциногенных препаратов и которые обострились после пагубных интерпретаций «Белого альбома» Чарльзом Мэнсоном (который решил, что это скрытое предупреждение по поводу предстоящего расового конфликта) и убийством Леннона в 1980 году Марком Чепменом на религиозной почве.
В 1970-х годах этот конспирологический феномен стал предметом академического изучения американскими специалистами в области социологии, психологии и коммуникаций. Так, социолог Барбара Сучек сравнила «Легенду о смерти Пола» с современным прочтением «архетипического мифа, в котором прекрасный юноша умирает и воскресает в качестве бога». Психологи Ральф Росноу и Гэри Файн частично объясняли её популярность коллективным, сопереживательным опытом поиска подсказок без последствий для участников. Они также подчёркивали, что помимо самого поколения, недоверчиво относившегося к средствам массовой информации после доклада Комиссии Уоррена, процветанию мифа способствовала сложившаяся обстановка, обусловленная «утратой доверия к президентству Линдона Джонсона, многочисленным теориям об убийствах Мартина Лютера Кинга-младшего и Роберта Ф. Кеннеди, а также жёсткая критика ведущих средств массовой информации со стороны йиппи и Спиро Агню». Писательница Камилла Палья связывала феномен «Смерти Пола» с древнегреческой традицией, восходящей к Адонису и Антиною в реалиях культа рок-музыки («красивые длинноволосые мальчики, гипнотизирующие оба пола»), добавляя: «Это не совпадение, что именно Пол Маккартни, „самый симпатичный“ и самый женственный из The Beatles, послужил вдохновением для создания слуха о своей смерти, охватившего мир в 1969 году».
Спустя полвека «Легенда о смерти Пола Маккартни» остаётся самой странной и самой известной из всех музыкальных теорий заговора. В XXI веке интерес к теории поддерживается периодическими научными исследованиями, в том числе Андру Дж. Рива, Ника Коллерстрома и Брайана Мориарти, а также псевдодокументальными и документальными фильмами. Некоторые люди по-прежнему убеждены, что музыкант погиб в 1960-х, а за него живёт одарённый двойник. В доказательство приводились фотографии 2009 года, указывающие на изменение формы ушей музыканта, о чём сам Маккартни высказался с иронией: «Я думаю, что худшее, к чему привели эти слухи — это то, что я начал замечать, как люди стали вглядываться в меня более пристально: „Его уши всегда имели такую форму?“». В 2016 году биограф The Beatles Стив Тёрнер отметил, что «теория имеет все шансы на новую жизнь». Он сослался на статью в итальянской версии журнала Wired 2009 года, в которой был представлен анализ двух местных специалистов — патологоанатома Габриеллы Карлези и учёного Франческо Гаваценни, сравнивших отдельные фотографии Маккартни до и после его предполагаемой смерти путем измерения разницы в форме зубов, губ, челюсти и ушей. Согласно их выводам, это были два разных человека. В 2019 году увидела свет книга Тины Фостер «Plastic Macca: The Secret Death and Replacement of Beatle Paul McCartney», в которой утверждалось, что «оставшиеся битлы […] заключили соглашение с родственниками Пола — в обмен на крупную сумму денег — держать правду о его смерти в тайне, а сами наняли двойника, дабы спасти имидж, карьеру, популярность и финансы группы». По мнению писательницы, одной из причин были опасения по поводу вероятных самоубийств поклонниц музыканта. По словам Фостер, схожий прецедент уже был. Незадолго до Рождества 1962 года в детской телепередаче Блю Питер появился щенок по кличке Петра, однако через два дня собака умерла от чумки. Не желая травмировать детей известием о гибели животного, Петре нашли замену, такого же чёрно-бурого щенка. Никто из зрителей подмены не заметил.
По прошествии лет появлялись аналогичные слухи о других знаменитостях, в том числе ничем не подкреплённое утверждение о том, что канадская певица Аврил Лавин умерла в 2003 году и была заменена девушкой по имени Мелисса Ванделла. В статье об этой теории корреспондент газеты The Guardian описал мистификацию о смерти Маккартни 1969 года как «возможно, самый известный пример того, как знаменитость оказалась в центре внимания совершенно непроверенной теории заговора о клонировании». В 2009 году журнал Time включил «Легенду о смерти Пола Маккартни» в десятку «самых долговечных теорий заговора в мире».

## Отражение в массовой культуре
Слух о смерти Пола Маккартни нашёл мгновенное отражение в массовой культуре. До конца октября 1969 года были выпущены несколько записей, посвящённых предполагаемой кончине музыканта. Среди них «The Ballad of Paul» группы The Mystery Tour; «Brother Paul» Billy Shears and the All Americans; «So Long Paul» эстрадного исполнителя Вербли Финстера (псевдоним Хосе Фелисиано); и «We’re All Bearers Paul (Parts One and Two)» Zacharias and His Tree People’s. Ещё одной песней, ставшей популярной за счёт этих событий, стала «Saint Paul» Терри Найта, имевшая малозначительный успех после своего релиза в июне, однако попавшая в широкую ротацию радиостанций как дань уважения «покойному Полу Маккартни» осенью. В свою очередь, кавер-версия «Saint Paul» новозеландского певца Шейна достигла вершины национального синглового чарта у него на родине. В начале ноября в американском журнале Billboard появилась информация, что лейбл звукозаписи Shelby Singleton Productions планировал выпустить альбом с радиофрагментами, связанными с феноменом о «смерти Пола». Компания Polydor Records использовала муссировавшиеся слухи для раскрутки сборника Very Together, выпущенного на территории Канады, переиздания ранних записей The Beatles с Тони Шериданом, выбрав для его обложки изображение с четырьмя свечами, одна из которых потухла.
«Мне уже больше двадцати лет говорят про то, что это последний тур или последний альбом. С другой стороны, на момент записи „Abbey Road“ я, как известно, уже умер, так что всё это — просто бонус».
В июне 1970 года компания DC Comics выпустила комикс «Dead … Till Proven Alive» (№ 222) из серии Batman, по сюжету которого Сол из группы The Oliver Twists умер и был заменён двойником. На обложке комикса Робин держит альбом, имитирующий заднюю часть обложки пластинки Sgt. Pepper’s Lonely Hearts Club Band. Спустя два года увидел свет Radio Dinner, дебютный альбом от создателей юмористического журнала National Lampoon. Он содержал ряд «ключей», размещённых по всему альбому, в том числе в замаскированных аудиофрагментах и в аннотациях на задней стороне обложки. Все они пародировали мистификацию о «смерти Пола». В фильме All You Need Is Cash (1978), высмеивающем историю The Beatles через призму группы The Rutles, личность якобы мёртвого члена квартета перешла к персонажу Джорджа Харрисона, Стигу О’Хара, который, согласно мифу, погиб «во время внезапного пожара в магазине водяных кроватей» и был заменён на восковую модель из музея Мадам Тюссо. Пародируя репутацию Харрисона как «Тихого битла», легенда «Стиг мёртв» базировалась на отсутствии у него диалогов и таких подсказках, как появление «двойника» без штанов на обложке альбома The Rutles Shabby Road. В 1993 году Пол Маккартни обыграл конспирологическую теорию в названии альбома Paul Is Live, где слова «Paul is» утверждают, что «Пол есть», а слово «live» (некоторые из значений слова - «жить», «концертная запись») придаёт этому утверждению «жизни». Обложка диска пародировала «скрытые намёки» Abbey Road.
Музыкальное видео 1995 года «Free as a Bird» — снятое для песни, записанной Ленноном в конце 1970-х и завершённой Маккартни, Харрисоном и Старром для проекта Anthology, — ссылается на «Легенду о смерти Пола Маккартни», среди других мифов, связанных с влиянием The Beatles в 1960-х. По словам режиссёра Гэри Бёрнса, клип демонстрирует то же «семиотическое изобилие», что и теория 1969 года, и тем самым высмеивает навязчивую охоту за подсказками. В том же году вышел эпизод «Симпсонов» под названием «Лиза — вегетарианка» с Полом Маккартни в качестве приглашённой звезды. В нём музыкант упоминает, что если воспроизвести его песню «Maybe I’m Amazed» задом наперёд, можно услышать рецепт чечевичного супа. Композиция звучит поверх финальных титров, где, помимо рецепта, во время обратного воспроизведения в ней также фигурирует фраза Маккартни: «О, и, кстати, я жив». В 2010 году писатель Алан Голдшер опубликовал мэшап-роман «Paul Is Undead: The British Zombie Invasion», в котором все битлы изображены в виде зомби, за исключением Ринго Старра. Спустя пять лет была выпущена композиция «Paul Is Alive» инди-рок-группы EL VY, которая содержит текст, отсылающий к битломании и частично опровергающий слухи 1969 года. В 2018 году состоялся релиз короткометражки Paul Is Dead, по сюжету которой Пол умирает во время ретрита, и его заменяет двойник по имени Билли Ширс.